# 다리 콜

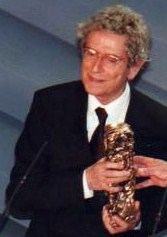

다리 콜(Darry Cowl, 1925년 8월 27일 ~ 2006년 2월 14일)은 프랑스의 희극 배우, 피아노 연주자, 각본가, 저자, 음악가, 연극 배우, 영화배우, 영화 감독, 텔레비전 배우이다.
뇌이쉬르센에서 사망하였다. 사인은 암이다.

## 영화
- 아이를 꿈꾸는 남자 (2006년)
- 입술은 안돼요 (2003년)
- 아! 내가 부자라면 (2002년)
- 오거스틴 2 - 쿵후대왕 (1999, Augustin, roi du kung-fu) - 목소리
- 돈 터치 더 화이트 우먼 (1974년)
- 중국인의 모험 (1965년)
- 더 매그니피슨트 트램프 (1959년)
- 살며시 안아주세요 (1958년)